# Бакши, Амит Сингх
Амит Сингх Бакши (англ. Amit Singh Bakshi, 17 сентября 1925 — 22 июня 2024, Dwarka Sub City, Национальная столичная территория Дели) — индийский хоккеист (хоккей на траве), полузащитник. Олимпийский чемпион 1956 года.

## Биография
Амит Сингх Бакши родился в 1925 году.
Играл в хоккей на траве за «Сервисез» из Нью-Дели.
В 1956 году вошёл в состав сборной Индии по хоккею на траве на Олимпийских играх в Мельбурне и завоевал золотую медаль. Играл на позиции полузащитника, провёл 1 матч, мячей не забивал.